# Église Sainte-Croix de Caix
Pour les articles homonymes, voir Église Sainte-Croix et Caix (homonymie).
L'église de l'Exaltation-de-la-Sainte-Croix de Caix dans la Somme date du XVIe siècle. C'est l'une des plus belles églises du Santerre, petite région à l'est d'Amiens.

## Historique
Pendant plusieurs siècles, les maçons ,es tailleurs de pierres de Caix ont eu une grande réputation d’habileté ; on les appelait sur d’assez lointains chantiers (par exemple, en 1567, Quentin Bonian, de Caix, fait une fenêtre gothique à l’église Saint-Pierre de Roye). L’appareillage de toute l’église atteste cette maîtrise.
La seigneurie principale de Caix appartenait au XVIe siècle à la Maison de Lorraine dont les membres furent des mécènes pour les églises d’Eu et Aumale. Il est probable que Claude de Lorraine ne fut pas sans contribuer à la reconstruction et à l’édification du clocher. Mais l’église elle-même, l’« autel » était possédé depuis une fort ancienne donation par le prieuré de Lihons-en-Santerre.
Un incendie a eu pour cette église des effets plus graves que les troubles civils et les guerres : celui qui, le 26 avril 1768, détruisit une grande partie de Caix. Une tour dressée à la rencontre du transept et de l’axe de la nef et du chœur s’écroula ainsi que le pignon triangulaire qui à la façade fermait le haut du bas-côté sud. Le prieur de Lihons ordonna des réparations au moindre coût et sans respect du caractère de l’ensemble. La tour centrale ne fut pas relevée : un mur nu remplaça le pignon central que le feu avait épargné.
L'église fut classée Monument historique en 1906.
Cette église, que deux lieues séparaient du front pendant la Grande Guerre, n’a pas subi de dommages trop importants. Le haut clocher ne fut touché que dans un de ses contreforts nord-ouest qui fut largement ébréché. Il avait déjà été touché en 1870. La première partie, contre le clocher du bas-côté gauche fut détruite avec les fonts baptismaux. Le tympan vitré du portail fut pulvérisé. On n’a retrouvé ni le tableau (une copie de la Descente de Croix de Rubens) du retable du maître-autel, ni le beau pendentif de bois dont les volutes se rejoignaient au-dessous de la cuve de la chaire. 
L'église a été restaurée de 1922 à 1928.

## Caractéristiques
Construite en pierre blanche du pays, sur soubassement de grès, l'église a pour plan une croix latine : les bras ou « croisillon formant transept », le chœur et son abside à trois pans datent du XVe siècle, la nef et sa façade, le clocher de la première moitié du XVIe siècle, de la dernière période du style gothique flamboyant. Mais, dans l’ornementation des portes, dans les clefs de voûte de la nef, on aperçoit des manifestations d’un art différent de l’art flamboyant : ce sont des motifs décoratifs du style Renaissance, initié des modèles italiens. Ils sont surtout apparents au clocher, cette tour majestueuse n’a été achevée que dans le dernier quart du XVIe siècle, lorsque la Renaissance avait entièrement remplacé, dans l’ornementation, l’art gothique.

## Architecture et décoration

### Extérieur

#### Le clocher
C’est une tour carrée, hors d’œuvre, de neuf mètres de côté, haute de près de 40 mètres. Les contreforts, perpendiculaires deux à deux à chaque angle, ressortent de 1,80 m à la base ; ils montent jusqu’au faîte en s’amincissant un peu et sont coupés par sept cordons saillants ou larmiers. Au nord-est, un contrefort est remplacé par une tourelle où est logé un escalier éclairé par des baies étroites : rondes d’abord, elle devient à quatre pans à la hauteur des abat-son du clocher sous des frontons triangulaires « Renaissance » : un cadre du même style est accolé à la face sud, au-dessus d’un cartouche encadrant la date de 1577 : celle de 1556 est inscrite sur la face ouest. Au dernier étage, deux abat-son sous plein cintre sont percés dans chaque face : ils sont encadrés de pilastres cannelés à chapiteau dorique, motif courant de la Renaissance. Ce clocher doit son allure de beffroi aux quatre trompes ou consoles moulurées insérées entre les contreforts. Les toits de pierre des échauguettes sont en forme de cloches et ont pour épi une fleur de lis. Une balustrade ajourée « Renaissance » relie les échauguettes et entoure une plate-forme d’où l’on dispose d’une vue étendue sur une partie du Santerre et la vallée de la Luce. Au centre, une lanterne de pierre a aujourd’hui un dôme de métal. Elle porte une croix de fer dont la pointe de dresse à 43 mètres du sol.
Le clocher a sa porte particulière. Sous son cintre surbaissé, une cloche est sculptée dans l’imposte. Un arc brisé surmonte un tympan où des filets de pierre sont disposés en tracés flamboyants. Sur l’arc, s’érige une haute accolade à crochets de feuillage.
Entre la pointe de cette accolade et les pilastres à niches vides sont étalées de charmantes arcatures flamboyantes : c’est un réseau, un grillage où le sculpteur a su imposer à la pierre des finesses, des acuités de fer forgé. Ce clocher, un des plus imposants du diocèse d’Amiens, abrite deux salles superposées et le logement d’une grosse et d’une petite cloches, toutes deux de même date 1804.
Les salles sont des carrés de six mètres de côté : leurs voûtes à nervures, sur croisée d’ogives, sont des modèles parfaits de taille de pierre et d’assemblage. On lit 1548 dans celle du bas et dans celle de l’étage. Cette inscription qui ne rappelle qu’une réparation : fait 1741 par Monsieur Sirot très digne prêtre et curé de Caix et Florans Rinui, marguellier.
Les restes d’une très vieille croix ont été transportés dans l’angle entre le clocher et la façade. Sur le piédestal de trois marches, une base et un fût de grès ont 2,70 m de hauteur. Le chapiteau décoré de feuilles plates indique que le tout est roman du XIIe siècle.

#### La façade

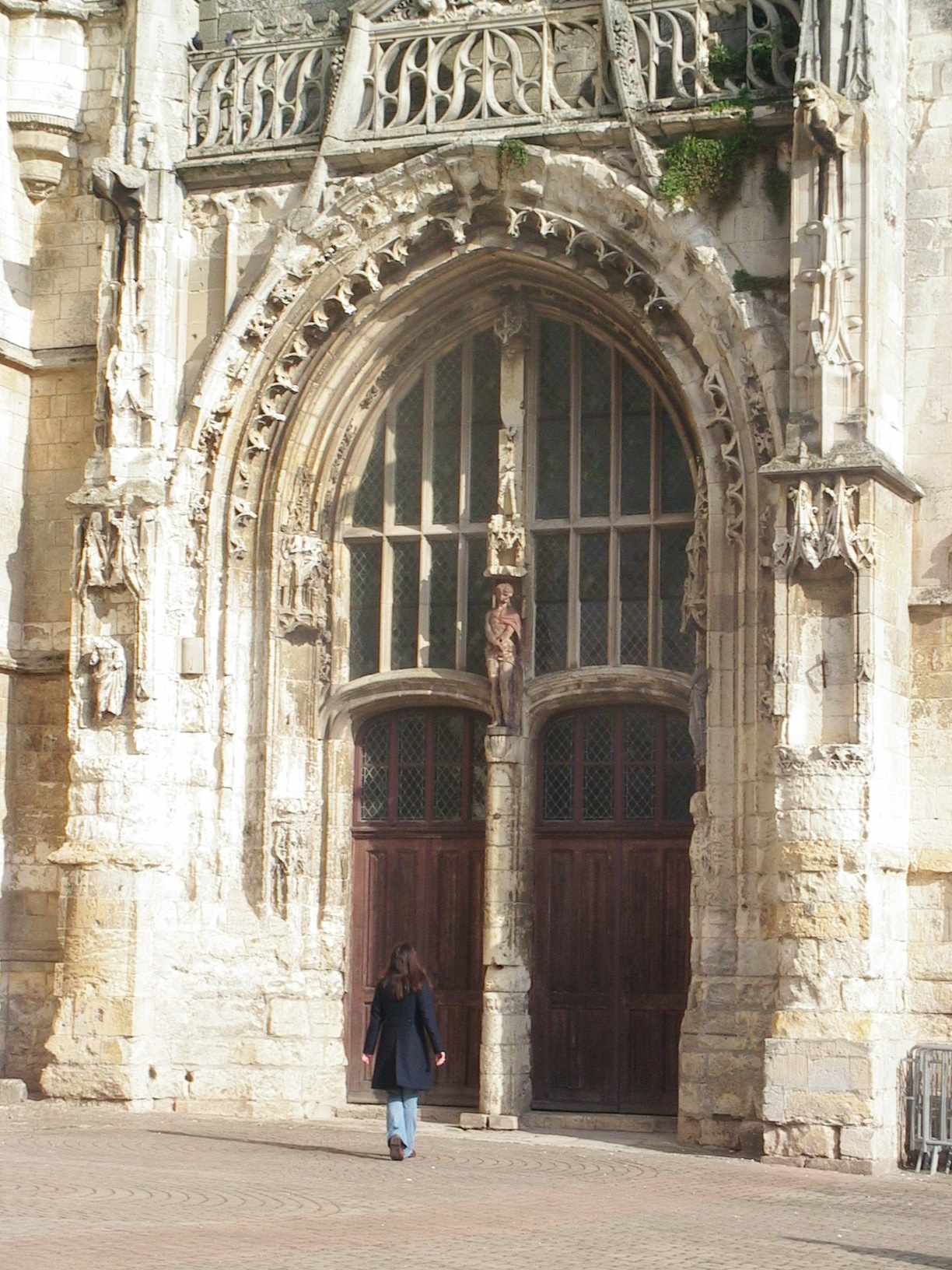
Portail orné d'une statue d'Ecce Homo

La façade est ornée d'une dentelle de pierre sculptée caractéristique du style gothique flamboyant.
Le portail est flanqué de deux contreforts coiffés de hauts pinacles. Leurs niches abritent des statues sans valeur, rapportées, comme celles placées dans l’enfoncement du portail. 
Plus intéressant et en place, peut-être, depuis le XVe siècle, est l’Ecce Homo, au trumeau, entre les deux portes. Celles-ci, en anse de panier sont dominées par un tympan vitré dont les sobres montants rectilignes, le remplage, sont récents. 
Parmi les voussures, qu'encadre le tympan, la voisine a une ligne de redents aigus. Une grande accolade brisée forme galbe au-dessus du portail : elle traverse une balustrade de pur style flamboyant vraie dentelle de pierre. 
Dans la pointe de cette accolade, un écu a pour tenants deux animaux simiesques et pour timbre (au-dessus) une couronne ducale surmontée d'un casque ; cet écu se lit : « d’azur à deux bars (poissons) d’or dentés et allumés (les yeux) d’argent, semé de croix recroisettées au pied fiché d’or », qui est Bar-Montbelliard et l’un des quartiers (parties) des armes de la Maison de Lorraine. 
Le long pinacle de l’accolade se projette sur la rose du pignon : au centre d’un remplage très élégant, un médaillon renferme l’Agnus Dei. Une croix antéfixe est dressée à la pointe du pignon dont le côté, le rampant de droite porte les racines de crochets.

#### La porte latérale
Elle s’ouvre dans la seconde travée sud, sous un cintre surbaissé, décoré de sarments de vigne.
Le tympan vitré est encadré de voussures dont la pointe atteint la corniche. Le meneau central du tympan porte une Vierge couronnée, amplement drapée, portant l’Enfant sur l’avant-bras droit, ce qui est une assez rare particularité. À ses pieds, un écu effacé semble avoir été celui qui est lisible encore sur le clocher : d’azur à trois faces d’or à bande d’argent, chargé de trois mouchetures d’hermine qui est Amyot de Moyencourt. On regrette que le beau décor végétal des voussures soit si détérioré, sauf le cadre de pampres entourant le tympan. La date de 1530 est gravée sur un culot à demi-brisé, à gauche. Cette partie est, par l’élégance de ses proportions, une des plus remarquables d’une église qui possède trois portes de la première moitié du XVIe siècle, très différentes mais toutes trois charmantes. De ce côté sud, le pignon du transept, entre larges contreforts, est percé d’une grande fenêtre du XIVe siècle, un quadrilobe dans un cercle au-dessus de deux trilobes.

### Intérieur

#### La nef
Large de 6,70 m, elle est formée de quatre travées et accolée de bas-côtés de 4 mètres. Les gros piliers cylindriques, de 1,20 m de diamètre, sont posés sur des bases de plus d’un mètre. Suivant la règle du XVIe siècle, ils n’ont pas de chapiteaux. Les dais appliqués à ces piliers sont très finement ciselés : les consoles et les statues sont hélas aujourd’hui en plâtre. On remarquera l’impeccable appareillage des voûtes, épaisse seulement de 0, 12 m de très simple tracé, sur croisée d’ogives et la richesse et la diversité des clefs en rosaces, couronnes fleuries ou couronnes héraldiques. Les mêmes mérites d’exécution se retrouvent aux culots de retombée des voûtes des bas-côtés, surtout à gauche où ils représentent des personnages, des démons, des monstres. Le confessionnal du XVIIIe siècle est une œuvre de bonne menuiserie mais bien supérieure est la chaire où l’attention était surtout attirée par les statuettes disparues de docteurs de l’Église contre les angles de la cuve. Elle est datée par cette inscription sur une marche : « Cet chze a este faicte en l’année 1678 ; Honoré Rogere curé de cette paroisse ; Claude Parmentier, marguillier en charge. »
En haut du bas-côté droit, une statue de saint Roch, est posée sur une console de 1681 où deux angelots sont les tenants d’un blason découpé portant trois peignes « posés deux et un ». Ce peigne double était l’outil des houppiers qui donnaient à la laine ses premières préparations avant filature. Les habitants de Caix au XVIe siècle avaient des troupeaux dont ils allaient vendre la laine en houppes ou en filés aux tisserands des villes de la région. C’est sans doute saint Blaise qui jadis occupait la place de saint Roch : partout il était le patron des artisans de la laine parce que des peignes en métal avaient été les instruments de son martyre.
Un orgue a été installé sur la tribune au dessus du porche d'entrée.

#### Le transept
Un arc triomphal sépare le transept du XIVe siècle de la nef reconstruite au XVIe. Le XIVe siècle s’y affirme dans les chapiteaux étroits, simples bagues de feuillages.
Dans le dallage, épitaphe du curé de 1768 et contre le mur de droite, une lampe porte une inscription d’une fondation en 1493 au profit de la confrérie des Trépassés.

#### Le chœur
Il est plus bas que la nef et le transept. Son axe ne prolonge pas directement celui de la nef : il est légèrement dévié à gauche. Les trois pans de l’abside sont percés de fenêtres larges. Celle du centre est bouchée par un haut retable entre colonnes dont les chapiteaux ont été refaits au XVIIe siècle. Le maître-autel date du temps où le style Louis XV allait être abandonné. La grâce, la légèreté des retombées de fleurs et d’une frise sont déjà Louis XVI : aux angles du coffre rocaille (au profil courbe), sourient deux angelots mutins.

## Pour approfondir